# 沙漠棘蛇
沙漠棘蛇（学名：Acanthophis pyrrhus；英语：desert death adder）是棘蛇属下的一种剧毒蛇类，分布于澳大利亚西部沙漠地区。体长可达70 cm（28英寸），呈红褐色，头部扁平，呈三角形。
虽然人类被其咬伤后死亡率高达50%，但由于分布偏远、数量不多以及抗毒血清的发明，很少有被其咬伤致死的案例。